# 叙尔杜
叙尔杜（法語：Surdoux，法語發音：[syʁdu]）是法国新阿基坦大区上维埃纳省的一个市镇，属于利摩日区。

## 地理
叙尔杜（45°36'20"N, 1°39'1"E）面积3.88 平方千米，位于法国新阿基坦大区上维埃纳省，该省份为法国中西部省份，北起顺时针与安德尔省、克勒兹省、科雷兹省、多爾多涅省、夏朗德省和维埃纳省接壤。
与叙尔杜接壤的市镇（或旧市镇、城区）包括：尚伯雷、布里扬斯河畔拉克鲁瓦西耶、圣吉勒莱福雷。

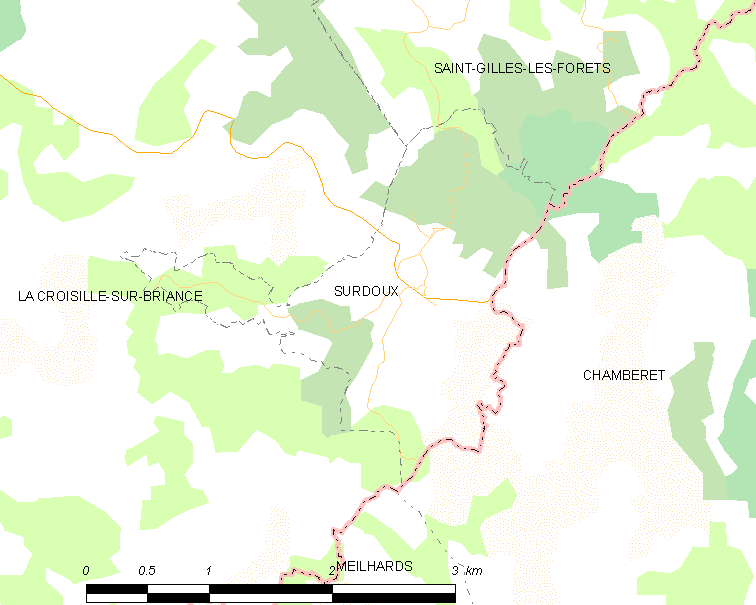
叙尔杜的OSM定位图

叙尔杜的时区为UTC+01:00、UTC+02:00（夏令时）。

## 行政
叙尔杜的邮政编码为87130，INSEE市镇编码为87193。

## 政治
叙尔杜所属的省级选区为埃穆捷县。

## 人口

1962-2008年间叙尔杜人口变化图示

叙尔杜于2022年1月1日时的人口数量为54人。